# Saint François d'Assise avec un crucifix
Saint François d'Assise avec un crucifix est une huile sur toile attribuée à Francisco Pacheco et conservée au Musée des beaux-arts de Séville.
L'attribution à Pacheco est remise en question par plusieurs historiens de l'art qui voient dans cette toile une œuvre d'étude de Diego Vélasquez, élève de Pacheco.

## Attribution
L'attribution à Pacheco est remise en question par plusieurs historiens de l'art, notamment par le conservateur de la peinture espagnole du Louvre Guillaume Kientz et Benito Navarrete. Ce dernier explique « il s'agit, sans doute d'une œuvre de jeunesse de Velázquez ». Un congrès destiné à déterminer si l'œuvre est du professeur ou de son élève a été sollicité, la directrice du musée  Valme Muñoz expliquant qu« un débat scientifique est nécessaire ».

## Historique
La toile est longtemps restée dans les réserves du Musée des beaux-arts de Séville. Elle a été attribuée une première fois à Zurbaran, puis à Francisco Pacheco en 1985 par Enrique Valdivieso et Juan Miguel Serrera.  Guillaume Kientz juge que la toile possède une « force et [une] immense qualité de facture, bien au-delà des habitudes - et des moyens - de Francisco Pacheco ». Il propose comme attribution Diego Vélasquez, élève de Francisco Pacheco.
La toile a été restaurée. Elle ferait partie des œuvres d'étude de Diego Vélasquez alors qu'il passait ses dernières années comme apprenti dans l'atelier de Francisco Pacheco. Le tableau nous montre clairement les thématiques qui étaient enseignées par Pacheco, homme jouissant d'un grand prestige dans le clergé, et très influent dans les cercles littéraires sévillans qui réunissaient la noblesse locale. Un autre apprenti étudiait alors chez Pacheco, Alonso Cano, entré en 1616.

## Description
Saint François est représenté debout, son corps entier, de trois quarts à droite, portant un crucifix dans sa main droite. Il regarde le ciel, dans un paysage sombre et nuageux. Sa main gauche porte et son torse portent des stigmates. Les couleurs utilisées sont le brun pour le saint, et un camaïeu mauve pour le ciel.

« L’influence de l’art de [F.Pacheco] y est néanmoins tangible et indéniable. Jamais sans doute Velázquez n’a été aussi proche de son maître. Dans l’exécution cependant, le naturalisme chaud, la monumentalité assurée de la figure dans l’espace, la conception des éléments de paysage, la puissance des contours, soulignés et corrigés à même la toile, et l’onctuosité crémeuse, dense et compacte de la touche, désignent la main du jeune prodige. Les plis profonds et le rythme lourd et serein des drapés évoquent immédiatement le Saint Thomas d’Orléans, postérieur de quelques années. La facture des mains rappelle celles des premiers bodegones, notamment ceux de l’Ermitage et de la National Gallery, l’expression du visage annonce quant à lui le Saint Jean à Patmos du même musée londonien, le paysage de l’arrière-plan, enfin, présente nombre de similitudes de conception et d’exécution avec ceux des premières compositions, notamment avec l’Adoration des Mages du musée du Prado. »

— Guillaume Kientz